# Braya scharnhorsti
Braya scharnhorsti är en korsblommig växtart som beskrevs av Eduard August von Regel och Johannes Theodor Schmalhausen. Braya scharnhorsti ingår i släktet fjällkrassingar, och familjen korsblommiga växter. Inga underarter finns listade i Catalogue of Life.